# Касио (Парма)
Касио је насеље у Италији у округу Парма, региону Емилија-Ромања.
Према процени из 2011. у насељу је живело 155 становника. Насеље се налази на надморској висини од 814 м.